# Microregione di Joaçaba
Joaçaba è una microregione dello Stato di Santa Catarina in Brasile.

## Municípios
Comprende 27 comuni:
| Município      | popolazione (abitanti) | superficie (km²) | Dens. demografica (ab./km²) | IDH-M (2010)      |
| -------------- | ---------------------- | ---------------- | --------------------------- | ----------------- |
| Água Doce      | 7.121                  | 1.314,270        | 5,42                        | 0,698 (medio)     |
| Arroio Trinta  | 3.563                  | 94,301           | 37,78                       | 0,764 (alto)      |
| Caçador        | 75.812                 | 984,285          | 76,25                       | 0,735 (alto)      |
| Calmon         | 3.407                  | 638,178          | 5,34                        | 0,622 (medio)     |
| Capinzal       | 21.928                 | 244,200          | 89,79                       | 0,752 (alto)      |
| Catanduvas     | 10.244                 | 197,303          | 51,92                       | 0,714 (alto)      |
| Erval Velho    | 4.456                  | 207,359          | 21,49                       | 0,723 (alto)      |
| Fraiburgo      | 35.781                 | 547,854          | 65,31                       | 0,731 (alto)      |
| Herval d'Oeste | 22.083                 | 217,334          | 101,61                      | 0,758 (alto)      |
| Ibiam          | 1.971                  | 146,715          | 13,43                       | 0,725 (alto)      |
| Ibicaré        | 3.336                  | 155,789          | 21,41                       | 0,708 (alto)      |
| Iomerê         | 2.861                  | 113,754          | 25,15                       | 0,795 (alto)      |
| Jaborá         | 4.040                  | 191,931          | 21,05                       | 0,732 (alto)      |
| Joaçaba        | 28.705                 | 232,226          | 123,61                      | 0,827 (altissima) |
| Lacerdópolis   | 2.244                  | 68,892           | 32,57                       | 0,781 (alto)      |
| Lebon Régis    | 12.091                 | 941,846          | 12,84                       | 0,649 (medio)     |
| Luzerna        | 5.700                  | 118,636          | 48,15                       | 0,789 (alto)      |
| Macieira       | 1.823                  | 259,642          | 7,02                        | 0,662 (medio)     |
| Matos Costa    | 2.729                  | 433,073          | 6,30                        | 0,657 (medio)     |
| Ouro           | 7.418                  | 213,674          | 34,72                       | 0,774 (alto)      |
| Pinheiro Preto | 3.353                  | 65,605           | 50,91                       | 0,777 (alto)      |
| Rio das Antas  | 6.245                  | 317,999          | 19,64                       | 0,697 (medio)     |
| Salto Veloso   | 4.536                  | 105,068          | 43,17                       | 0,784 (alto)      |
| Tangará        | 8.767                  | 388,239          | 22,58                       | 0,737 (alto)      |
| Treze Tílias   | 7.082                  | 186,638          | 37,94                       | 0,795 (alto)      |
| Vargem Bonita  | 4.713                  | 298,498          | 15,79                       | 0,718 (alto)      |
| Videira        | 50.349                 | 380,270          | 132,40                      | 0,764 (alto)      |
| TOTALE         | 341.594                | 9.136,383        | 37,39                       | 0,736 (alto)      |